# Panik (zespół muzyczny)
Panik – niemiecki zespół założony w 2001 roku w Neumünster pod nazwą Nevada Tan, który tworzy sześciu muzyków. Zmiana nazwy zespołu wynikała z zerwaniem umowy z dawną wytwórnią.
W 2007 roku wydali swój debiutancki album Niemand hört dich. Druga płyta, która nosi nazwę Panik, miała premierę 25 września 2009 roku i została wydana przez wytwórnię członka zespołu, Davida Bonka. 11 listopada 2009 roku od zespołu odeszli Franky Ziegler, Jan Werner, Juri Schewe i Christian Linke.
W 2016 powrócili jako zespół Zorkkk.

## Członkowie zespołu
| Imię, nazwisko i pseudonim | Funkcja                 | Data urodzenia    |
| -------------------------- | ----------------------- | ----------------- |
| Frank Ziegler "Franky"     | Wokalista               | 28 kwietnia 1987  |
| Timo Sonnenschein "T:mo"   | Raper                   | 20 września 1987  |
| Christian Linke            | Gitara basowa, wokal    | 11 marca 1987     |
| David Lauden Bonk          | Gitara, klawisze, wokal | 6 lutego 1988     |
| Jan Frederik Werner        | DJ                      | 1 marca 1988      |
| Juri Ibo Kaya Schewe       | perkusja                | 24 listopada 1986 |

## Muzyka i koncerty
Panik łączy rap z hard rockiem. Często porównuje się ich do Linkin Parku, choć sami artyści uważają, że nie tworzą takiej muzyki jak amerykański zespół.
Pierwszy oficjalny koncert grupy odbył się w Mannheim 2 marca 2007 roku. Jednym z najważniejszych występów był Schau nicht weg! pod Bramą Brandenburską w Berlinie 25 sierpnia 2007 roku. Oprócz Panik wystąpili tam między innymi Monrose, US5 i LaFee. Także w 2007 roku zespół odbył trasę koncertową we Francji. 
19 września 2009 roku zagrali na The Dome 51, obok m.in. Kelly Rowland, Sunrise Avenue i Cascada. Również we wrześniu rozpoczęli trasę unplugged po Niemczech.

## Dyskografia

### Albumy studyjne
- 20 kwietnia 2007 Niemand hört dich
  - premiera w Polsce: 29 czerwca 2007
- 25 września 2009 Panik

### Single
- 30 marca 2007 Revolution
- 8 czerwca 2007 Vorbei
- 24 sierpnia 2007 Neustart
- 7 września 2007 Ein neuer Tag
- 15 lutego 2008 Was würdest du tun?
- 1 września 2009 Lass mich fallen
- 24 grudnia 2009 Es ist Zeit

## DVD
- 2007 Niemand hört dich Live

## Teledyski
- Revolution
- Vorbei
- Neustart
- Ein neuer Tag
- Was würdest du tun?
- Lass mich fallen
- Es ist zeit
- Jeder
- Noch nicht tot